# Hypogymnia schizidiata
Hypogymnia schizidiata är en lavart som beskrevs av McCune. Hypogymnia schizidiata ingår i släktet Hypogymnia och familjen Parmeliaceae.   Inga underarter finns listade i Catalogue of Life.